# Pemuka
Pemuka is een bestuurslaag in het regentschap Aceh Singkil van de provincie Atjeh, Indonesië. Pemuka telt 325 inwoners (volkstelling 2010).